# 刘宝生
刘宝生（1957年—），河北徐水人，汉族，中华人民共和国政治人物、第十二届全国人民代表大会河北地区代表。
毕业于中央党校函授学院，加入中国共产党。2013年，被选为全国人大代表。